# Arianna Pezzotti
Arianna Pezzotti (30 giugno 1994) è una calciatrice italiana, centrocampista della Res Roma.

## Carriera

### Club
Nata nel 1994, ha esordito in Serie B con l'Eurnova il 29 marzo 2009, ad ancora 14 anni, entrando all' 80' del pareggio per 1-1 sul campo della Res Roma alla 18ª di campionato. Nel turno successivo ha segnato la sua prima rete, realizzando il 4-0 all'85' nel successo interno per 5-0 sul Vesevus Trecase del 5 aprile. Ha chiuso dopo 3 stagioni con 30 presenze e 5 reti, arrivando 5ª, 7ª e 4ª, con conseguente promozione in Serie A2.
Nella stagione 2011-2012 è andata a giocare in Serie A, con la Lazio CF, debuttando l'8 ottobre, alla 1ª di campionato, in trasferta contro il Firenze, gara nella quale Pezzotti ha realizzato il gol della vittoria per 1-0, all'83', appena 3 minuti dopo essere subentrata. La stagione si è conclusa con un 11º posto in classifica e con la retrocessione in Serie A2 dopo la sconfitta per 1-0 nel play-out contro il Venezia 1984. Le biancocelesti sono riuscite comunque a rimanere in massima serie grazie alla mancata iscrizione delle veneziane, ma sono scese di categoria nella stagione successiva, terminata al 14º posto. Nei 2 anni in Serie B, nel frattempo diventata seconda serie, ha chiuso rispettivamente 4ª e 7ª. Ha terminato dopo 4 stagioni con 65 gare giocate e 14 gol.
Nel 2015 il titolo della Lazio CF storica è passato alla nuova Lazio Women, settore femminile della Lazio maschile e Pezzotti è rimasta in rosa con la nuova società, partecipante al campionato di Serie B. Ha esordito alla 2ª di campionato, il 1º novembre, in casa contro il Napoli, giocando titolare nella gara persa per 4-0. Ha segnato per la prima volta alla 7ª, il 20 dicembre, realizzando al 40' il 2-4 nella sconfitta casalinga per 5-2 contro il Nebrodi.
Nell'estate 2024, dopo nove stagioni consecutive alla Lazio Women, culminate con una seconda promozione in Serie A, si è trasferita alla Res Roma, continuando a giocare in Serie B.

## Statistiche

### Presenze e reti nei club
Statistiche aggiornate al 31 maggio 2024.
| Stagione        | Squadra         | Campionato      | Campionato | Campionato | Coppe nazionali | Coppe nazionali | Coppe nazionali | Coppe continentali | Coppe continentali | Coppe continentali | Altre coppe | Altre coppe | Altre coppe | Totale | Totale |
| Stagione        | Squadra         | Comp            | Pres       | Reti       | Comp            | Pres            | Reti            | Comp               | Pres               | Reti               | Comp        | Pres        | Reti        | Pres   | Reti   |
| --------------- | --------------- | --------------- | ---------- | ---------- | --------------- | --------------- | --------------- | ------------------ | ------------------ | ------------------ | ----------- | ----------- | ----------- | ------ | ------ |
| 2008-2009       | Eurnova         | B               | 4          | 1          | CI              | ?               | ?               | -                  | -                  | -                  | -           | -           | -           | 4      | 1      |
| 2009-2010       | Eurnova         | B               | 14         | 1          | CI              | ?               | ?               | -                  | -                  | -                  | -           | -           | -           | 14     | 1      |
| 2010-2011       | Eurnova         | B               | 12         | 3          | CI              | ?               | ?               | -                  | -                  | -                  | -           | -           | -           | 12     | 3      |
| Totale Eurnova  | Totale Eurnova  | Totale Eurnova  | 30         | 5          | -               | ?               | ?               | -                  | -                  | -                  | -           | -           | -           | 30     | 5      |
| 2011-2012       | Lazio CF        | A               | 14+1       | 3          | CI              | ?               | ?               | -                  | -                  | -                  | -           | -           | -           | 15     | 3      |
| 2012-2013       | Lazio CF        | A               | 27         | 3          | CI              | ?               | ?               | -                  | -                  | -                  | -           | -           | -           | 27     | 3      |
| 2013-2014       | Lazio CF        | B               | 15         | 8          | CI              | ?               | ?               | -                  | -                  | -                  | -           | -           | -           | 15     | 8      |
| 2014-2015       | Lazio CF        | B               | 8          | 0          | CI              | ?               | ?               | -                  | -                  | -                  | -           | -           | -           | 8      | 0      |
| Totale Lazio CF | Totale Lazio CF | Totale Lazio CF | 65         | 14         | -               | ?               | ?               | -                  | -                  | -                  | -           | -           | -           | 65     | 14     |
| 2015-2016       | Lazio           | B               | 19         | 1          | CI              | ?               | ?               | -                  | -                  | -                  | -           | -           | -           | 19     | 1      |
| 2016-2017       | Lazio           | B               | 17         | 5          | CI              | ?               | ?               | -                  | -                  | -                  | -           | -           | -           | 17     | 5      |
| 2017-2018       | Lazio           | B               | 22         | 19         | CI              | ?               | ?               | -                  | -                  | -                  | -           | -           | -           | 22     | 19     |
| 2018-2019       | Lazio           | B               | 19         | 1          | CI              | ?               | ?               | -                  | -                  | -                  | -           | -           | -           | 19     | 1      |
| 2019-2020       | Lazio           | B               | 0          | 0          | CI              | ?               | ?               | -                  | -                  | -                  | -           | -           | -           | 0      | 0      |
| 2020-2021       | Lazio           | B               | 21         | 5          | CI              | ?               | ?               | -                  | -                  | -                  | -           | -           | -           | 21     | 5      |
| 2021-2022       | Lazio           | A               | 15         | 0          | CI              | 1               | 0               | -                  | -                  | -                  | -           | -           | -           | 16     | 0      |
| 2022-2023       | Lazio           | B               | 19         | 0          | CI              | 1               | 0               | -                  | -                  | -                  | -           | -           | -           | 20     | 0      |
| 2023-2024       | Lazio           | B               | 8          | 0          | CI              | 1               | 0               | -                  | -                  | -                  | -           | -           | -           | 9      | 0      |
| Totale Lazio    | Totale Lazio    | Totale Lazio    | 140        | 31         | -               | 4+              | 0+              | -                  | -                  | -                  | -           | -           | -           | 144+   | 31+    |
| 2024-2025       | Res Roma        | B               | 24         | 1          | CI              | 1               | 0               | -                  | -                  | -                  | -           | -           | -           | 25     | 0      |
| Totale carriera | Totale carriera | Totale carriera | 259        | 51         | -               | 5+              | 0+              | -                  | -                  | -                  | -           | -           | -           | 224+   | 50+    |

## Palmarès

### Club
- Campionato italiano di Serie B: 3

Eurnova: 2010-2011 Lazio: 2020-2021, 2023-2024